# Blue Kentucky Girl
Blue Kentucky Girl is het zesde studioalbum van de Amerikaanse countryartiest Emmylou Harris, uitgebracht in 1979. Op dit album duikt Harris meer in traditionele country dan in de countryrocksound van haar eerdere releases. De nummers bevatten werk van Willie Nelson en Gram Parsons. "Even Cowgirls Get the Blues" van Rodney Crowell bevatte harmonieën van Dolly Parton en Linda Ronstadt en kwam voort uit de mislukte opnamesessies van de vrouwen in 1978, waarbij ze voor het eerst probeerden een album als trio op te nemen (het duurde bijna een decennium voordat ze het daadwerkelijk lukte).